# Classe Casablanca
A Classe Casablanca foi uma série de porta-aviões de escolta construídos para a Marinha dos Estados Unidos durante a Segunda Guerra Mundial. Ela foi a mais numerosa classe de porta-aviões de todos os tempos. Cinquenta deles foram batidos, lançados e comissionados em um espaço de tempo em menos que dois anos – 3 de novembro de 1942 à 8 de julho de 1944. Eles representaram cerca de um terço de todos os 151 porta-aviões construídos durante a Segunda Guerra Mundial pelos Estados Unidos. Apesar do número deles, e a preservação dos mais famosos e grandes porta-aviões transformados em museus, nenhum destes modestos navios da classe Casablanca sobrevivem nos dias de hoje. Cinco dos navios da classe foram perdidos pela ação do inimigo durante a guerra, e todos os que restaram foram desmanchados.
Todas a unidades da classe Casablanca foram planejadas para serem porta-aviões de escolta da quilha até a sua completação. Eles possuíam um mais largo e utilizável convés de hangar do que as outras conversões. Eles também possuíam um convés de voo mais largo que o da Classe Bogue. Diferentemente dos grandes porta-aviões que tinham uma blindagem extensiva, a proteção da classe era limitada à placas chapeadas. Seu pequeno tamanho os tornou úteis para o transporte de aeronaves montadas de vários tamanhos, mas os caças foram limitados a pequenos e leves aeronaves como o Grumman F4F Wildcat. Os números de amura foram atribuídos consecutivamente do CVE-55 Casablanca ao CVE-104 Munda.
Todos os navios da Classe Casablanca foram construídos pela Kaiser Shipbuilding Company no estaleiro do Rio Columbia de Vancouver no estado de Washington.

## Navios da classe
| Nome do navio                                              | Nº no casco | Batimento               | Lançamento                        | Comissionamento                             | Descomissionamento                          | Destino / Fatalidade                                                                             |
| ---------------------------------------------------------- | ----------- | ----------------------- | --------------------------------- | ------------------------------------------- | ------------------------------------------- | ------------------------------------------------------------------------------------------------ |
| Ameer (1942) Alazon Bay (1943) Casablanca (1943–1947)      | CVE-55      | 3 de novembro de 1942   | 5 de abril de 1943 (81 anos)      | 8 de julho de 1943                          | 10 de junho de 1946                         | Vendido para desmanche em 23 de abril de 1947                                                    |
| Liscome Bay                                                | CVE-56      | 12 de dezembro de 1942  | 19 de abril de 1943 (81 anos)     | 7 de agosto de 1943                         | 24 de novembro de 1943                      | Torpedeado e afundado pelo submarino imperial japonês I-175 em 24 de novembro de 1943            |
| Alikula Bay (1943) Coral Sea (1943–1944) Anzio (1944–1959) | CVE-57      | 12 de dezembro de 1942  | 1 de maio de 1943 (81 anos)       | 27 de agosto de 1943                        | 5 de agosto de 1946                         | Retirado do registro em 1 de maio de 1959, vendido para desmanche em 24 de novembro de 1959      |
| Auguilla Bay (1942–1943) Corregidor (1943-1959)            | CVE-58      | 17 de dezembro de 1942  | 12 de maio de 1943 (81 anos)      | 31 de agosto de 1943; 19 de maio de 1951    | 30 de julho de 1946; 4 de setembro de 1958  | Vendido para desmanche 28 de abril de 1959                                                       |
| Mission Bay                                                | CVE-59      | 28 de dezembro de 1942  | 26 de maio de 1943 (81 anos)      | 13 de setembro de 1943                      | 21 de fevereiro de 1947                     | Vendido para desmanche 30 de abril de 1959                                                       |
| Astrolabe Bay (1943) Guadalcanal (1943–1959)               | CVE-60      | 5 de janeiro de 1943    | 5 de junho de 1943 (81 anos)      | 25 de setembro de 1943                      | 15 de julho de 1946                         | Retirado do registro em 27 de maio de 1958, vendido para desmanche em 2 de setembro de 1959      |
| Bucareli Bay (1943) Manila Bay (1943–1959)                 | CVE-61      | 15 de janeiro de 1943   | 10 de julho de 1943 (81 anos)     | 5 de outubro de 1943                        | 31 de julho de 1946                         | Retirado do registro em 27 de maio de 1958, vendido para desmanche em 2 de setembro de 1959      |
| Natoma Bay                                                 | CVE-62      | 17 de janeiro de 1943   | 20 de julho de 1943 (81 anos)     | 14 de outubro de 1943                       | 20 de maio de 1946                          | Retirado do registro em 1 de setembro de 1958, vendido para desmanche em 30 de julho de 1959     |
| Chapin Bay (1943) Midway (1943–1944) St. Lo (1944)         | CVE-63      | 23 de janeiro de 1943   | 17 de agosto de 1943 (81 anos)    | 23 de outubro de 1943                       | 25 de outubro de 1944                       | Afundado por aeronave Kamikaze em 25 de outubro de 1944 durante a Batalha de Leyte.              |
| Didrickson Bay (1943) Tripoli (1943–1959)                  | CVE-64      | 1 de fevereiro de 1943  | 13 de julho de 1943 (81 anos)     | 31 de outubro de 1943; 5 de janeiro de 1952 | 22 de maio de 1946; 25 de novembro de 1958  | Retirado do registro em 1 de fevereiro de 1959, vendido para desmanche em janeiro de 1960        |
| Dolomi Bay (1943) Wake Island (1943–1946)                  | CVE-65      | 6 de fevereiro de 1943  | 15 de setembro de 1943 (81 anos)  | 7 de novembro de 1943                       | 5 de abril de 1946                          | Retirado do registro em 17 de abril de 1946, vendido para desmanche em 19 de abril de 1946       |
| Elbour Bay (1943) White Plains (1943–1946)                 | CVE-66      | 11 de maio de 1943      | 27 de setembro de 1943 (81 anos)  | 15 de novembro de 1943                      | 10 de julho de 1946                         | Retirado do registro em 1 de julho de 1958, vendido para desmanche em 29 de julho de 1958        |
| Emperor (1943) Nassuk Bay (1943) Solomons (1943–1946)      | CVE-67      | 19 de março de 1943     | 6 de outubro de 1943 (81 anos)    | 21 de novembro de 1943                      | 5 de junho de 1946                          | Vendido para desmanche em 22 de dezembro de 1946                                                 |
| Kalinin Bay                                                | CVE-68      | 26 de abril de 1943     | 15 de outubro de 1943 (81 anos)   | 27 de novembro de 1943                      | 15 de maio de 1946                          | Vendido para desmanche em 8 de dezembro de 1946                                                  |
| Kasaan Bay                                                 | CVE-69      | 11 de maio de 1943      | 24 de outubro de 1943 (81 anos)   | 4 de dezembro de 1943                       | 5 de junho de 1946                          | Vendido para desmanche em 2 de fevereiro de 1960                                                 |
| Fanshaw Bay                                                | CVE-70      | 18 de maio de 1943      | 1 de novembro de 1943 (81 anos)   | 9 de dezembro de 1943                       | 14 de agosto de 1946                        | Retirado do registro em 1 de março de 1959, vendo para desmanche em 2 de fevereiro de 1960       |
| Kitkun Bay                                                 | CVE-71      | 18 de junho de 1943     | 8 de novembro de 1943 (81 anos)   | 15 de dezembro de 1943                      | 19 de abril de 1946                         | Vendido para desmanche em 18 de novembro de 1946                                                 |
| Fortazela Bay (1943) Tulagi (1943–1946)                    | CVE-72      | 7 de junho de 1943      | 15 de novembro de 1943 (81 anos)  | 21 de dezembro de 1943                      | 30 de abril de 1946                         | Retirado do registro em 8 de maio de 1946                                                        |
| Gambier Bay                                                | CVE-73      | 10 de julho de 1943     | 22 de novembro de 1943 (81 anos)  | 28 de dezembro de 1943                      | 27 de novembro de 1944                      | Afundado na Batalha de Samar em 25 de outubro de 1944                                            |
| Nahenta Bay                                                | CVE-74      | 20 de julho de 1943     | 28 de novembro de 1943 (81 anos)  | 3 de janeiro de 1944                        | 15 de maio de 1946                          | Retirado do registro em 1 de abril de 1960, vendido para desmanche em 29 de junho de 1960        |
| Hoggatt Bay                                                | CVE-75      | 17 de agosto de 1943    | 4 de dezembro de 1943 (81 anos)   | 11 de janeiro de 1944                       | 20 de julho de 1946                         | Retirado do registro em 1 de abril de 1960, vendido para desmanche em 31 de junho de 1960        |
| Kadashan Bay                                               | CVE-76      | 2 de setembro de 1943   | 11 de dezembro de 1943 (81 anos)  | 18 de janeiro de 1944                       | 14 de junho de 1946                         | Retirado do registro em 1 de agosto de 1959, vendido para desmanche em fevereiro de 1960         |
| Kanalku Bay (1943) Marcus Island (1943–1960)               | CVE-77      | 15 de setembro de 1943  | 16 de novembro de 1943 (81 anos)  | 26 de janeiro de 1944                       | 12 de dezembro de 1946                      | Vendido para desmanche em 29 de fevereiro de 1960                                                |
| Kaita Bay (1943) Savo Island (1943–1959)                   | CVE-78      | 27 de setembro de 1943  | 22 de dezembro de 1943 (81 anos)  | 3 de fevereiro de 1944                      | 12 de dezembro de 1946                      | Retirado do registro em 1 de setembro de 1959, vendido para desmanche em 29 de fevereiro de 1960 |
| Ommaney Bay                                                | CVE-79      | 6 de outubro de 1943    | 29 de dezembro de 1943 (81 anos)  | 11 de fevereiro de 1944                     | 14 de janeiro de 1945                       | Atingido por aeronave Kamikaze, afundado pela tripulação em 4 de janeiro de 1945                 |
| Petrof Bay                                                 | CVE-80      | 15 de outubro de 1943   | 5 de janeiro de 1944 (81 anos)    | 18 de fevereiro de 1944                     | 31 de julho de 1955                         | Retirado do registro em 27 de junho de 1958, vendido para desmanche em 30 de julho de 1959       |
| Rudyerd Bay                                                | CVE-81      | 24 de outubro de 1943   | 12 de janeiro de 1944 (81 anos)   | 25 de fevereiro de 1944                     | 11 de junho de 1946                         | Retirado do registro em 1 de agosto de 1959, vendido para desmanche em janeiro de 1960           |
| Saginaw Bay                                                | CVE-82      | 1 de novembro de 1943   | 19 de janeiro de 1944 (81 anos)   | 2 de março de 1944                          | 19 de junho de 1946                         | Retirado do registro em 1 de março de 1959, vendido para desmanche em 27 de novembro de 1959     |
| Sargent Bay                                                | CVE-83      | 8 de novembro de 1943   | 31 de janeiro de 1944 (81 anos)   | 9 de março de 1944                          | 23 de junho de 1946                         | Retirado do registro em 27 de junho de 1958, vendido para desmanche em julho de 1959             |
| Shamrock Bay                                               | CVE-84      | 15 de novembro de 1943  | 4 de fevereiro de 1944 (81 anos)  | 15 de abril de 1944                         | 6 de julho de 1946                          | Retirado do registro em 27 de junho de 1958, vendido para desmanche em maio de 1958              |
| Shipley Bay                                                | CVE-85      | 22 de novembro de 1943  | 12 de fevereiro de 1944 (81 anos) | 21 de março de 1944                         | 28 de junho de 1946                         | Retirado do registro em 1 de março de 1959, vendido para desmanche em 2 de outubro de 1959       |
| Sitkoh Bay                                                 | CVE-86      | 23 de novembro de 1943  | 19 de fevereiro de 1944 (81 anos) | 28 de março de 1944; 29 de julho de 1950    | 30 de novembro de 1946; 27 de julho de 1954 | Retirado do registro em 1 de abril de 1960, vendido para desmanche em 30 de agosto de 1960       |
| Steamer Bay                                                | CVE-87      | 4 de dezembro de 1943   | 26 de fevereiro de 1944 (81 anos) | 4 de abril de 1944                          | 4 de fevereiro de 1946                      | Retirado do registro em 1 de março de 1959, vendido para desmanche em 29 de agosto de 1969       |
| Tananek Bay Cape Esperance (1943–1959)                     | CVE-88      | 11 de dezembro de 1943  | 3 de março de 1944 (81 anos)      | 9 de abril de 1944; 5 de agosto de 1950     | 22 de agosto de 1946; 15 de janeiro de 1959 | Vendido para desmanche em 14 de maio de 1959                                                     |
| Takanis Bay                                                | CVE-89      | 4 de dezembro de 1943   | 26 de fevereiro de 1944 (81 anos) | 4 de abril de 1944                          | 4 de fevereiro de 1946                      | Retirado do registro em 1 de março de 1959, vendido para desmanche em 29 de agosto de 1959       |
| Thetis Bay                                                 | CVE-90      | 20 de dezembro de 1943  | 16 de março de 1944 (81 anos)     | 12 de abril de 1944; 20 de julho de 1956    | 7 de agosto de 1946; 1 de março de 1964     | Retirado do registro em 1 de março de 1964, vendido para desmanche em dezembro de 1964           |
| Makassar Strait                                            | CVE-91      | 29 de dezembro de 1943  | 22 de março de 1944 (80 anos)     | 27 de abril de 1944                         | 9 de agosto de 1946                         | Retirado do registro em 1 de setembro de 1958, aterrado e usado como alvo abril de 1961          |
| Windham Bay                                                | CVE-92      | 5 de janeiro de 1944    | 29 de março de 1944 (80 anos)     | 3 de maio de 1944; 28 de outubro de 1950    | 23 de agosto de 1946; 15 de janeiro de 1959 | Retirado do registro em 1 de fevereiro de 1959, vendido para desmanche em 31 de dezembro de 1960 |
| Makin Island                                               | CVE-93      | 12 de janeiro de 1944   | 5 de abril de 1944 (80 anos)      | 9 de maio de 1944                           | 19 de abril de 1946                         | Retirado do registro em 11 de julho de 1946, vendido para desmanche em 1 de janeiro de 1947      |
| Alazon Bay (1944) Lunga Point (1943–1960)                  | CVE-94      | 19 de janeiro de 1944   | 11 de abril de 1944 (80 anos)     | 14 de maio de 1944                          | 24 de outubro de 1946                       | Retirado do registro em 1 de abril de 1960, vendido para desmanche em 3 de agosto de 1960        |
| Alikula Bay (1944) Bismarck Sea (1944–1945)                | CVE-95      | 31 de janeiro de 1944   | 17 de abril de 1944 (80 anos)     | 20 de maio de 1944                          | 30 de março de 1945                         | Afundado durante a Batalha de Iwo Jima em 21 de fevereiro de 1945                                |
| Anguilla Bay (1944) Salamaua (1944–1946)                   | CVE-96      | 4 de fevereiro de 1944  | 22 de abril de 1944 (80 anos)     | 26 de maio de 1944                          | 9 de maio de 1946                           | Retirado do registro em 21 de maio de 1946, vendido para desmanche em 18 de novembro de 1946     |
| Astrolabe Bay (1944) Hollandia (1944–1960)                 | CVE-97      | 12 de fevereiro de 1944 | 28 de abril de 1944 (80 anos)     | 1 de junho de 1944                          | 17 de janeiro de 1947                       | Retirado do registro em 1 de abril de 1960, vendido para desmanche em 30 de dezembro de 1960     |
| Bucareli Bay (1944) Kwajalein (1944–1960)                  | CVE-98      | 19 de fevereiro de 1944 | 4 de maio de 1944 (80 anos)       | 7 de junho de 1944                          | 16 de agosto de 1946                        | Retirado do registro em 1 de abril de 1960, vendido para desmanche                               |
| Chaplin Bay (1944) Admiralty Islands (1944–1946)           | CVE-99      | 26 de fevereiro de 1944 | 10 de maio de 1944 (80 anos)      | 13 de junho de 1944                         | 24 de abril de 1946                         | Retirado do registro em 8 de maio de 1946, vendido para desmanche em 2 de janeiro de 1947        |
| Bougainville                                               | CVE-100     | 3 de março de 1944      | 16 de maio de 1944 (80 anos)      | 18 de junho de 1944                         | 3 de novembro de 1946                       | Retirado do registro em 1 de maio de 1960, vendido para desmanche em 29 de agosto de 1960        |
| Dolomi Bay (1944) Matanikau (1944–1960)                    | CVE-101     | 10 de março de 1944     | 22 de maio de 1944 (80 anos)      | 24 de junho de 1944                         | 11 de outubro de 1946                       | Retirado do registro em 1 de abril de 1960, vendido para desmanche em 27 de julho de 1960        |
| Elbour Bay (1944) Attu (1944–1946)                         | CVE-102     | 16 de março de 1944     | 27 de maio de 1944 (80 anos)      | 30 de junho de 1944                         | 8 de junho de 1946                          | Retirado do registro em 3 de julho de 1946, vendido para desmanche em 3 de julho de 1947         |
| Alava Bay (1944) Roi (1944–1946)                           | CVE-103     | 22 de março de 1944     | 2 de junho de 1944 (80 anos)      | 6 de julho de 1944                          | 9 de maio de 1946                           | Retirado do registro em 21 de maio de 1946, vendido para desmanche em 31 de dezembro de 1946     |
| Tonowek Bay (1944) Munda (1944–1958)                       | CVE-104     | 29 de março de 1944     | 27 de maio de 1944 (80 anos)      | 8 de julho de 1944                          | 24 de abril de 1946                         | Retirado do registro em 1 de setembro de 1958, vendido para desmanche em 17 de junho de 1960     |